# Felix Weber (Verleger)
Felix Carl Raimund Weber (* 18. Januar 1845 in Leipzig; † 20. August 1906 in Naunhof) war ein deutscher Verleger und Redakteur.

## Leben
Er studierte an der Universität Leipzig Philosophie, Geschichte und Nationalökonomie und promovierte 1867. Danach war er als Verleger und Redakteur in der Messestadt Leipzig tätig, wo er von seinem Vater Johann Jacob Weber die Verlagsbuchhandlung, Buchdruckerei und graphischen Kunstanstalten J. J. Weber in Leipzig übernahm. Daneben war er Inhaber der von seinem Vater gegründeten Illustrirten Zeitung. 
Sein Sohn war der Verleger Siegfried Weber, der miterleben musste, wie das traditionsreiche Verlagshaus J. J. Weber 1945 enteignet wurde. Der Historiker Theo Sommerlad war sein Schwiegersohn.